# Lighthouse Tower
La Lighthouse Tower (Torre Faro en español) fue un proyecto de un rascacielos de 402 m y 64 plantas de uso comercial que se hubiese construido en Dubái, Emiratos Árabes Unidos, en la zona del Centro Financiero Internacional de Dubái. La torre fue un ambicioso proyecto de "edificio verde", basado en la sostenibilidad y en el menor empleo de recursos naturales por parte del edificio. Fue diseñada por los arquitectos de Atkins.